# Panama (Prison Break)
| "Panama"                  | "Panama"                 |
| ------------------------- | ------------------------ |
| Capítulo #                | Temporada 2, Capítulo 20 |
| Guion                     | Zack Estrin              |
| Director                  | Vincent Misiano          |
| Emisión en Estados Unidos | 12 de marzo de 2007      |
| Cronología                |                          |
| Capítulo anterior         | Sweet Caroline           |
| Capítulo siguiente        | Fin Del Camino           |

"Panama" es el vigésimo capítulo de la segunda temporada de la serie de televisión Prison Break. Escrito por Zack Estrin y dirigido por Vincent Misiano, el episodio fue emitido por primera vez el 12 de marzo de 2007, a través de la cadena FOX, en los Estados Unidos.

## Resumen
T-Bag (Robert Knepper) está en el Aeropuerto Internacional de la Ciudad de México y tiene en su poder los 5 millones de Westmoreland. Se cruza con Sucre (Amaury Nolasco) y Bellick (Wade Williams), quienes lo persiguen por el aeropuerto para quitarle el dinero, pero logra escapar en un taxi. Bellick amenaza a Sucre con que sino consiguen el dinero, Maricruz sufrirá las consecuencias. Bellick le dice a Sucre que la secuestró y que está en un lugar seguro, con comida pero solo para tres semanas. Se dirigen hacia el Departamento de Turismo en la Ciudad de México, a fin de saber ha donde ha podido ir T-Bag, quien viajó bajo la identidad de E. Stammel y descubren que T-Bag se ha ido hacia la ciudad de Panamá.
En Estados Unidos, el Agente de asuntos internos del FBI Richard Sullins (Kim Coates) está con el Agente Wheeler (Jason Davis) interrogando a C-Note (Rockmond Dunbar), a fin de que él declare todo lo que sabe de Mahone, ofreciéndole solo 18 meses en prisión a cambio de que testifique. Pero, C-Note les exige su libertad, una nueva identidad y un expediente limpio, al final el agente acepta, C-Note declara y es liberado de prisión.
Mientras, Chicago, Lincoln (Wentworth Miller) y Michael (Dominic Purcell) están a bordo de un buque de carga a punto de partir hacia Panamá, esperando por Sara.
Sara (Sarah Wayne Callies) escucha en la radio la noticia de la renuncia a la presidencia de Caroline Reynolds, Michael la llama y le dice que Reynolds los traicionó otra vez y que huirán a Panamá, como lo habían planeado inicialmente. La Agente Lang (Barbara Eve HArris) del FBI persigue a Sara de cerca en un vehículo y llama a Mahone para contarle que tiene ubicada a Sara Tancredi.
Sara se da cuenta de que hay un vehículo persiguiéndola. Michael la llama por teléfono preguntando donde está, Sara por no hacer que Michael y Lincoln se queden en el país, siendo perseguidos por las autoridades, le dice que ella ya está a bordo. Sara detiene su coche, se baja, se entrega, y es detenida por los federales.
Una semana después, Mahone (William Fitchner), frustrado por no saber del paradero de los hermanos, sigue estudiando las formas en que huyeron y hacia dónde. Mahone está con la Agente Lang, y detalla cada uno de los pasos que realizó Scofield, para el escape. Se da cuenta de que en los bosquejos originales de los tatuajes de Michael, cada paso que él daba los determinaba por las letras del alfabeto griego. Mahone tiene una idea del lugar en que se encuentran los hermanos. Trata de huir del país, ya que se da cuenta de que el Agente Wheeler lo tiene en sus manos, pues tiene testigos y pruebas de sus crímenes. Pero, justo cuando Mahone está a punto de huir llega Bill Kim (Reggie Lee), le pregunta si se diríge a algún lado, le dice que ha habido un cambio de estrategia y que La Compañía necesita que haga un último trabajo en Panamá. Mahone se niega porque, ya no desea trabajar con esa gente. Kim lo amenaza jugando con el nombre de su familia y forzado a hacer el trabajo.
Michael y Lincoln llegan a Cristóbal, Panamá. Michael le dice a Lincoln que primero necesitan ver a alguien y toman un autobús. Llegan a una tienda en la ciudad, donde una anciana espera a Michael. La mujer reconoce a Michael y le da un papel con información sobre dónde encontrar a su madre. Michael refiere a Lincoln como un socio. Lincoln espera fuera. Michael le pregunta a la mujer si puede usar su teléfono, intenta contactar con Sara, pero Lincoln cuelga la llamada y le dice que hacer esa llamada les hubiese costado la vida. Michael sigue preocupado por Sara, y le recuerda a Lincoln toda la sangre que ha corrido para salvarlo,  sobre la muerte de otros de los ocho de Fox River, y la de Veronica. Comienzan a discutir, Lincoln estalla en rabia y se le va encima a Michael. Lincoln le recuerda a Michael que Sara tuvo opción, pero Veronica no la tuvo, y él tuvo que escuchar como la mataban sin poder hacer nada.
Los hermanos llegan al muelle donde está el yate Christina Rose, mientras en Estados Unidos Lang llama a Mahone, informándole que en Panamá hay un barco que lleva el nombre de la madre de Michael. A bordo del yate, Michael se da cuenta de que Sucre ha dejado un mensaje en el sitio web europeangoldfinch.net, diciendo que T-Bag está en Panamá, en el Hotel Fin Del Camino. Michael discute con Lincoln que entregará a T-Bag, que cada persona que ha matado T-Bag, es más sangre en sus propias manos, porque por su culpa él está libre. Michael dice que él debe ser detenido.
Todo eso es una trampa, Mahone está en el aeropuerto, esperando su vuelo a Panamá y deja un mensaje en la web, firmando como "Sucre". Michael decide ir a la ciudad para acabar con el reinado del terror de T-Bag, y mientras Lincoln explora la nave se da cuenta de que Michael se ha ido.

## Audiencia
El vigésimo episodio de la segunda temporada de Prison Break tuvo una audiencia de 8.26 millones de espectadores en Estados Unidos. El 5.3% de rating de la casa, el 8% de parte de la casa y un promedio de 3.5/10 en el público joven-adulto. Aunque gran parte de los capítulos de la segunda temporada tuvieron menos audiencia que los de la primera, irónicamente la audiencia media de la serie creció 0.1 millones con la segunda temporada y fue renovada por FOX para una tercera temporada el 22 de marzo. La serie tiene frecuentemente la mayor porción del público 18-49 de su horario, lunes 8:00pm.
- Datos: Q519497